# New York Hungaria
El New York Hungaria fue un equipo de fútbol de los Estados Unidos que jugó en la German American Soccer League.

## Historia
Fue fundado en el año 1923 en la ciudad de Albany, New York por inmigrantes húngaros durante la época de la depresión económica en los Estados Unidos, aunque sus colores no eran precisamente los de su país natal.
El club se convirtió en el primer club de los Estados Unidos en ganar un partido oficial en México luego de vencer al CD Oro con marcador de 3-2 en el Estadio de El Pedregal, así como el primer equipo de fútbol de los Estados Unidos en jugar un torneo de fútbol internacional cuando participó en la Copa de Campeones de la Concacaf 1963, donde al final el club fue eliminado en la segunda ronda por el CD Guadalajara de México.
El club fue uno de los equipos fundadores de la German American Soccer League, liga que posteriormente pasaría a llamarse Cosmopolitan Soccer League en el año 1977.
El club desapareció en el año 1994 por problemas financieros.

## Palmarés
- Cosmopolitan Soccer League: 6

1956/57, 1958/59, 1959/60, 1960/61, 1961/62, 1992/93
- National Challenge Cup: 2

1951, 1962

## Participación en competiciones de la Concacaf
| Temporada | Torneo                           | Ronda | Club           | Casa | Visita | Global |
| --------- | -------------------------------- | ----- | -------------- | ---- | ------ | ------ |
| 1963      | Copa de Campeones de la Concacaf | 1     | CD Oro         | 2-2  | 3-2    | 5-4    |
| 1963      | Copa de Campeones de la Concacaf | 1/4   | CD Guadalajara | 0-0  | 0-2    | 0-2    |

## Jugadores

### Jugadores destacados
- Andy Mate[2]